# Günter Harms
Günter Harms (* 13. Februar 1947 in Ahlen) ist ein deutscher Politiker und ehemaliger nordrhein-westfälischer Landtagsabgeordneter der SPD.

## Leben und Beruf
Nach dem Besuch der Volksschule absolvierte er bis 1966 eine Ausbildung zum Industriekaufmann. Von 1966 bis 1968 war Harms beim Bundesgrenzschutz und dann bis 1970 in der Industrie tätig. An der Fachhochschule für Wirtschaft in Dortmund erlangte er den Abschluss Betriebswirt (grad.). 1973 und 1974 war er Mitarbeiter eines Bundestagsabgeordneten. Dann studierte er an der Universität Münster und legte die erste und zweite Staatsprüfung für das Lehramt an berufsbildenden Schulen ab. Er unterrichtete dann an einer berufsbildenden Schule. Vom 2. Januar 1996 bis zum 30. September 1999 war er hauptamtlicher Bürgermeister der Stadt Ahlen.
Der SPD trat Harms 1970 bei. Er ist in zahlreichen Gremien der Partei tätig, so u. a. als Stadtverbandsvorsitzender von Ahlen. Von 1963 bis 1978 war er Mitglied der IG Metall und seit 1978 ist er Mitglied der Gewerkschaft Erziehung und Wissenschaft.

## Abgeordneter
Vom 30. Mai 1985 bis 2. Januar 1996 war Harms Mitglied des Landtags des Landes Nordrhein-Westfalen. Er wurde jeweils im Wahlkreis 101 Warendorf II direkt gewählt. Er schied in der zwölften Wahlperiode aufgrund seiner Wahl zum ersten hauptamtlichen Bürgermeister der Stadt Ahlen aus dem NRW-Landtag aus.
Er war von 1975 bis 2010 Mitglied des Stadtrats der Stadt Ahlen.